# Université internationale de la mer Noire
L’Université internationale de la mer Noire (IBSU) (en géorgien: შავი ზღვის საერთაშორისო უნივერსიტეტი) a été créée en 1995 à Tbilissi (Géorgie) et a été ouverte par le deuxième président de Géorgie, Edouard Chevardnadze, et l’ancien Premier ministre turc, Tansu Çiller, conformément au décret de le Conseil des ministres et la licence d’ouverture donnée par le Ministère de l’éducation de la Géorgie.
L’Université internationale de la mer Noire a pour objectif de former des étudiants géorgiens et étrangers dans des domaines d’études scientifiques, techniques et professionnels, et d’utiliser ces études dans les domaines de la recherche pure et appliquée pour contribuer aux nécessités économiques et sociales de la Géorgie et d’autres pays.
Les langues d'enseignement sont l'anglais et le géorgien.

## Facultés
L'IBSU propose les diplômes de licence, de maîtrise et de doctorat dans les domaines suivants:
- Faculté de gestion des affaires
- Faculté des sciences sociales
- Faculté de l'éducation et des sciences humaines
- Faculté d'Informatique et d'Ingénierie
- Faculté de droit

À IBSU, il y a 30 programmes en anglais à trois cycles: Bachelor: Comptabilité et Audit, Finance, Management, Marketing, Tourisme, Gestion Industrielle & Technologies, informatique, études américaines, philologie anglaise, économie, relations internationales, administration publique et la gouvernance de l'État master: Finance, gestion, Management, marketing, Informatique, études américaines, études du Caucase, philologie anglaise, administration générale Enseignement supérieur administration de l'éducation, les méthodes d'enseignement de l'anglais langue, Affaires américaines étrangères, Relations internationales.